# Hippomedon serratus
Hippomedon serratus is een vlokreeftensoort uit de familie van de Lysianassidae. De wetenschappelijke naam van de soort is voor het eerst geldig gepubliceerd in 1903 door Holmes.